# Craterul Kaali

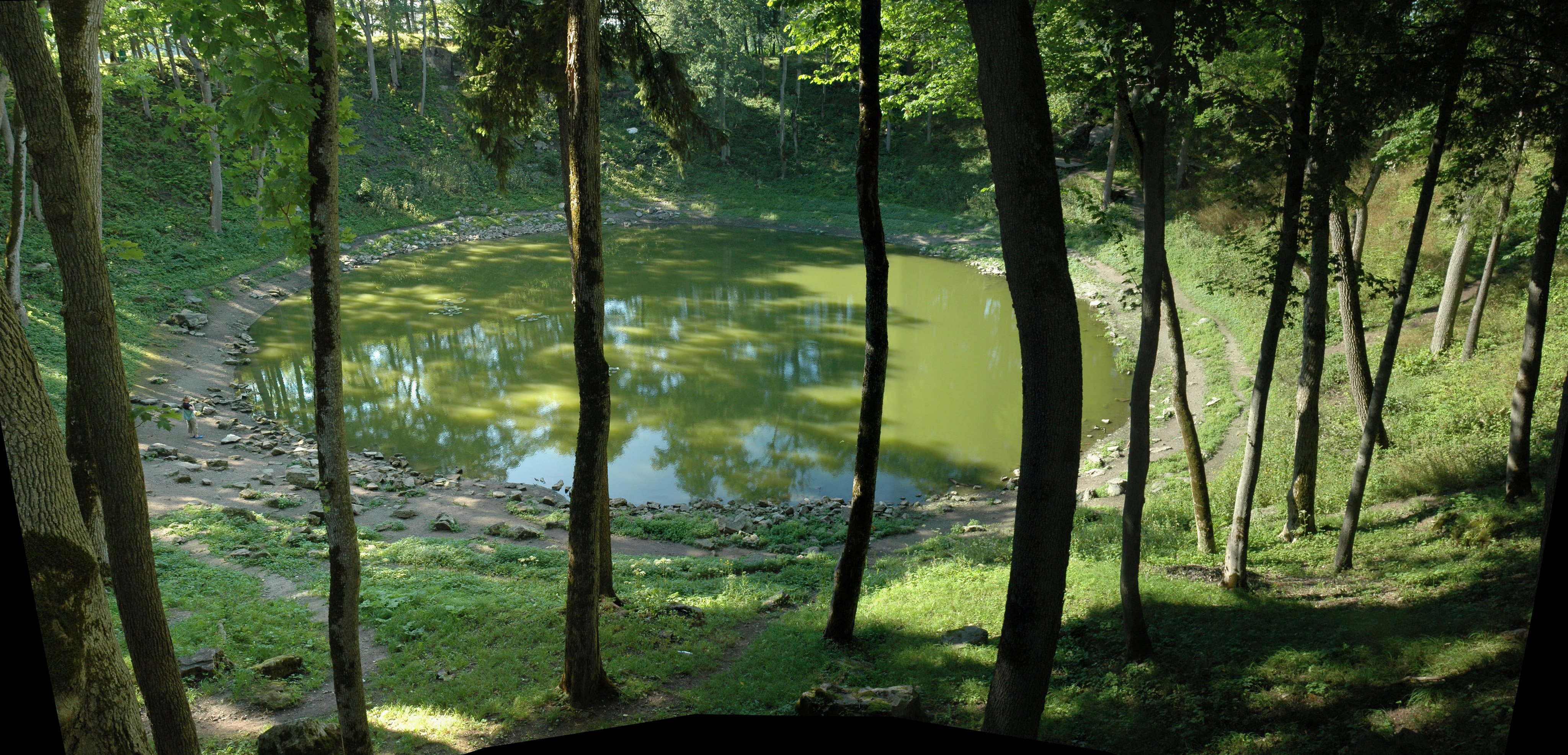
Craterul privit din apropierea jantei

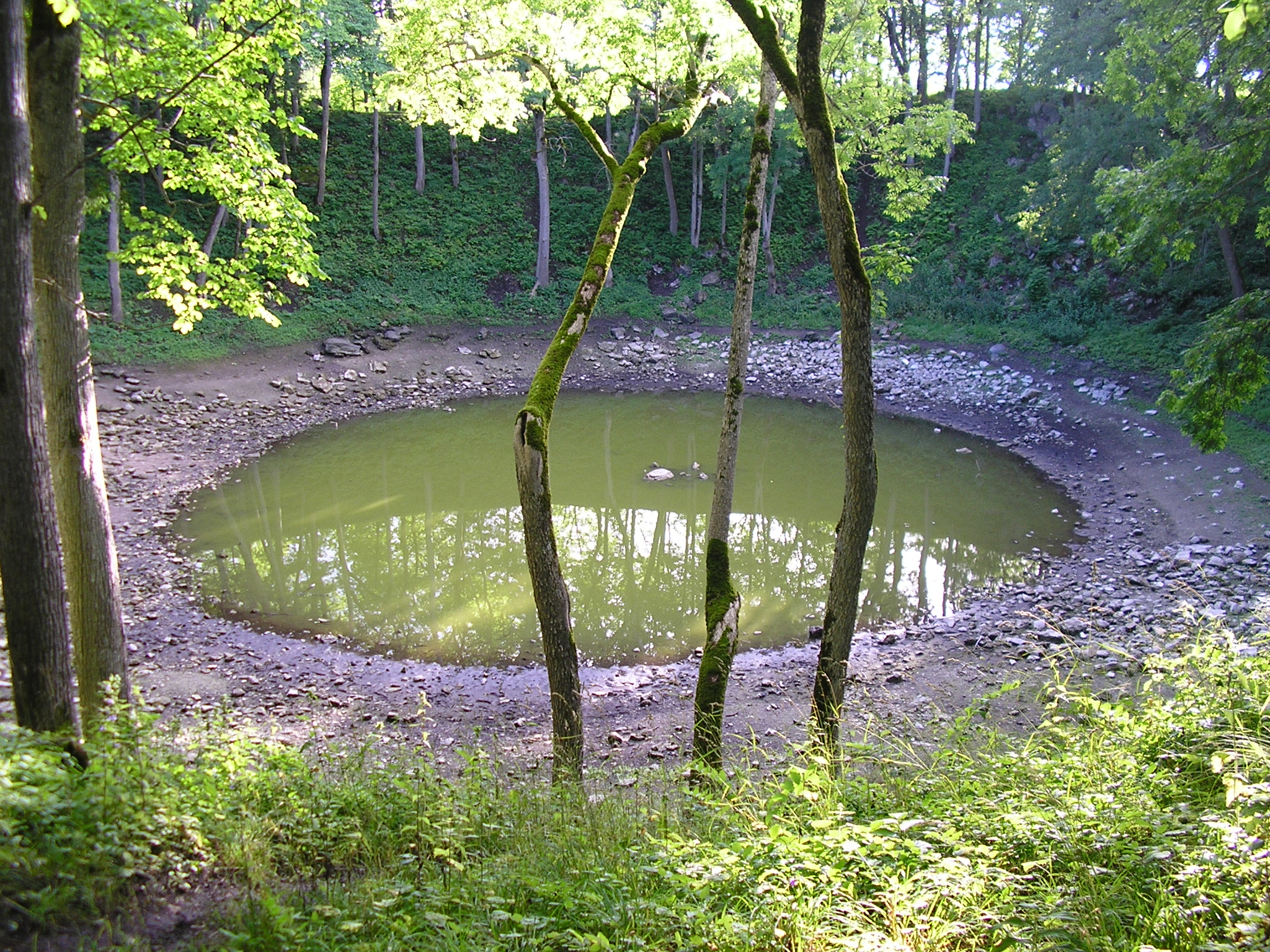
Craterul principal este aproape circular. În cazul în care nivelul apei este scăzut, rocile pot fi văzute pătrunzând la suprafață: în mijlocul craterului.

Kaali este un grup de 9 cratere meteoritice situate pe insula Saaremaa din Estonia. Apărute în secolul al VII-lea î.e.n. sau aproximativ cu 4000 de ani în urmă (estimările variază), sunt unele dintre cele mai recente cratere create printr-un eveniment de impact și este cunoscut ca un eveniment de impact major care a avut loc într-o zonă populată.
Înainte de 1930, se credea că principalul crater era o calderă vulcanică. Originile sale meteoritice au fost mai întâi demonstrate de către Ivan Reinvald în 1937.

## Formare
Se crede că impactul a avut loc în Holocen, în urmă cu 4000 ± 1000 de ani. Craterele au fost formate de un meteorit care a avut la intrarea în atmosferă o viteză de impact estimată între 10 și 20 km/s, cu o masă totală cuprinsă între 20 și 80 de tone.
La o altitudine de 5–10 km, meteoritul s-a rupt în bucăți și a căzut pe pământ în fragmente, cea mai mare bucată a produs un crater cu un diametru de 110 m și o adâncime de 22 m. Lacul Kaali există în partea de jos a acestui crater. Opt cratere mai mici sunt, de asemenea, asociate cu acest bombardament. Diametrele lor variază de la 12 la 40 de metri și adâncimile lor de la unu la patru metri. Acestea sunt toate la o distanță de un kilometru față de craterul principal.

## Efecte
La momentul impactului, Estonia a fost în epoca bronzului nordic și locul a fost locuită de o populație umană mică. Energia de impact de circa 80 TJ (20 kilotone de TNT) este comparabilă cu cea a exploziei bombei de la Hiroshima. Pădurile au fost incinerate pe o rază de 6 km.

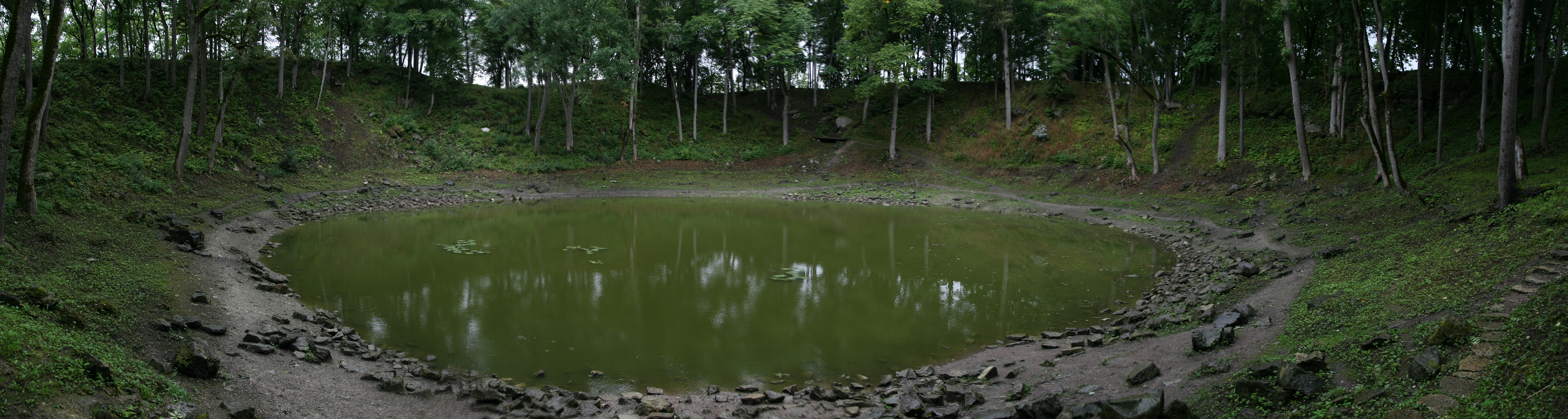
Craterul principal văzut din față

## Omonim
Asteroidul 4227 Kaali are același nume (nu există nicio legătură între acest asteroid și crater).